# 5463 Danwelcher
5463 Danwelcher (1985 TO) là một tiểu hành tinh vành đai chính được phát hiện ngày 15 tháng 10 năm 1985 bởi Bowell, E. ở Flagstaff.